# درخت کریسمس (فیلم ۱۹۹۶)
«درخت کریسمس» (انگلیسی: The Christmas Tree (1996 film)) یک فیلم به کارگردانی سالی فیلد است که در سال ۱۹۹۶ منتشر شد.